# Mount Gilead (Ohio)
Mount Gilead is een plaats (village) in de Amerikaanse staat Ohio, en valt bestuurlijk gezien onder Morrow County.

## Demografie
Bij de volkstelling in 2000 werd het aantal inwoners vastgesteld op 3290.
In 2006 is het aantal inwoners door het United States Census Bureau geschat op 3525, een stijging van 235 (7,1%).

## Geografie
Volgens het United States Census Bureau beslaat de plaats een oppervlakte van
8,2 km², geheel bestaande uit land. Mount Gilead ligt op ongeveer 343 m boven zeeniveau.

## Plaatsen in de nabije omgeving
De onderstaande figuur toont nabijgelegen plaatsen in een straal van 16 km rond Mount Gilead.